# فريدريك هاوثورن
فريدريك هوثورن (بالإنجليزية: M. Frederick Hawthorne)‏ (ولد في 24 أغسطس عام 1928 وتُوفي يوم 8 يوليو 2021) هو عالم في الكيمياء غير العضوية لديه مساهمات في الكيمياء حول ثنائي البوران، والكيمياء التجميعية.

## التدريب
تلقى دراسته الابتدائية والثانوية في كانساس وميسوري. قبل التخرج من المدرسة الثانوية، وخلال الاختبارات دخل مدرسة ميسوري للمناجم والمعادن، في رولا كطالب هندسة كيميائية. ثم انتقل إلى كلية بومونا، وحصل على درجة البكالوريوس في الكيمياء. حيث أجرى البحث مع كوروين هانش. حصل هاوثورن على درجة الدكتوراه في الكيمياء العضوية تحت إشراف دونالد كرام في جامعة كاليفورنيا في لوس أنجلوس. وقد أجرى أبحاث ما بعد الدكتوراه في جامعة ولاية آيوا قبل أن ينضم إلى قسم ريدستون أرسنال للأبحاث التابع لشركة روم آند هاس في هانتسفيل بولاية ألاباما.

## المهنية
عمله في الكيمياء في ريدستون أرسنال نتج عنه العديد من أبرز الاكتشافات. في عام 1962 ، انتقل إلى جامعة كاليفورنيا في ريفرسايد استاذاً للكيمياء. ثم انتقل إلى جامعة لوس أنجلوس في عام 1969. في عام 1998 تم تعيينه أستاذ الكيمياء في جامعة كاليفورنيا. ثم عاد إلى ولاية ميسوري ليعيّن بصفة رئيس المعهد الدولي لطب النانو والطب الجزيئي في جامعة ميسوري.
هاوثورن ساهم لفترة طويلة في مجلة الكيمياء غير العضوية، وكان صاحب أطول فترة في رئاسة تحرير المجلة.

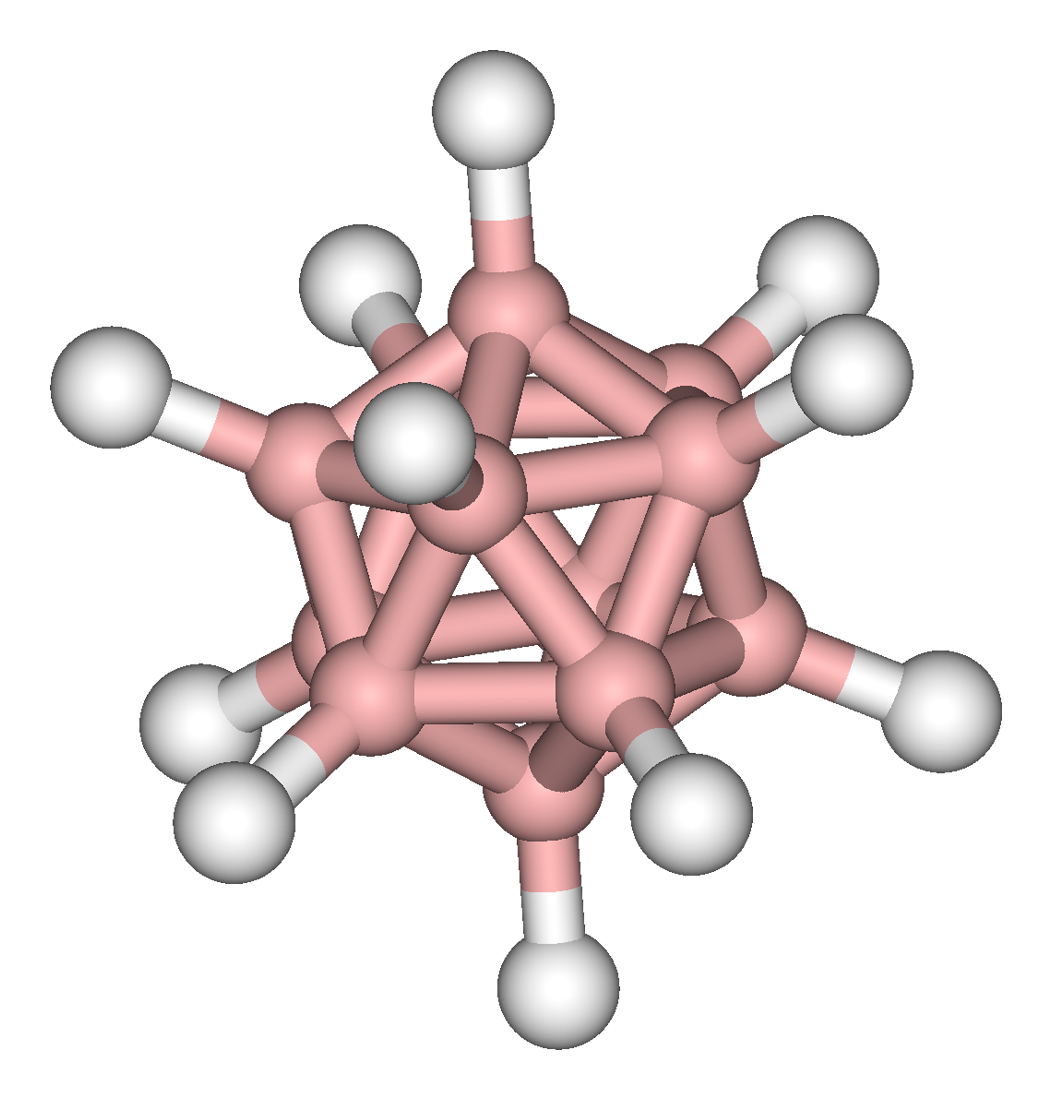
The dodecaborate anion ([B_{12}H_{12}]^{2−}) was discovered by Pitochelli and Hawthorne.

تركزت مساهمات هاوثورن في الكيمياء على مجموعة ثنائي البوران. حيث اكتشف dodecaborate anion (ب12ح122−) ومعقد المعادن ديكاربوليد أنيون. مجموعته بعد ذلك اكتشفت perhydroxylation ب12ح122−.

## التقدير والاعتراف
هاوثورن معروف على نطاق واسع، بما في انتخابه إلى الأكاديمية الوطنية للعلوم.
- 1992 الدكتوراه الفخرية من كلية الرياضيات والعلوم في جامعة أوبسالا في السويد [8]
- 1994 جائزة الريادة الكيميائية من المعهد الأمريكي للكيميائيين.[9]
- 2003 جائزة الملك فيصل العالمية.
- 2009 قلادة بريستلي من الجمعية الكيميائية الأمريكية.[10]
- 27 ديسمبر 2012 قلادة العلوم الوطنية.[11]